# Маріо Додич
Маріо Додич (хорв. Mario Dodić; нар. 7 січня 1981, Загреб, Югославія) — хорватський футболіст, захисник.

## Життєпис
Народився в Загребі. З 2000 року виступав у «Сегесті». Напередодні початку сезону 2002/03 років переїхав до України, де підписав контракт з «Металургом». Дебютував у футболці запорізького клубу 4 серпня 2002 року в нічийному (0:0) виїзному поєдинку 6-о туру Вищої ліги проти криворізького «Кривбасу». Маріо вийшов на поле в стартовому складі та відіграв увесь матч, а на 55-й хвилині отримав жовту картку. Єдиним голом у футболці «металургів» відзначився 13 квітня 2003 року на 75-й хвилині нічийного (1:1) виїзного поєдинку 20-о туру Вищої ліги проти маріупольського «Іллічівця». Додич вийшов на поле в стартовому складі та відіграв увесь матч. У складі запорізького клубу у Вищій лізі зіграв 18 матчів (1 гол), ще 1 поєдинок провів у кубку України та 2 — у Кубку УЄФА. Завдяки вдалому виступу в Україні в середині липня 2003 року відправився на перегляд до ярославльського «Шинника», проте російському клубу не підійшов.
Зрештою, в 2003 році повернувся до рідного міста, де підписав контракт з «Загребом». У сезоні 2003/04 років провів 3 матччі у Першій лізі Хорватії. Наступного сезону в хорватському чемпіонаті не грав, натомість зіграв 1 матч (1 гол) у кубку країни. Сезон 2005/06 років також розпочав у «Загребі», проте на футбольне поле в офіційних поєдинках не виходив. Для отримання ігрової практики до завершення сезону захищав кольори нижчолігового столичного клубу «Дубрава». У 2006 році виїхав до Швеції, де протягом року захищав кольори друголігового клубу «Умео». У 2007 році підсилив склад іншого друголігового шведського клубу, «Енчепінг СК». За підсумками сезону 2008 року «Енчепінг» вилетів до Дивізіону 1. Футбольну кар'єру завершив на батьківщині, в клубі «Дубрава» (Загреб).